# Euphaea modigliani
Euphaea modigliani är en trollsländeart som beskrevs av Selys 1898. Euphaea modigliani ingår i släktet Euphaea och familjen Euphaeidae. Inga underarter finns listade i Catalogue of Life.